# 영풍 (전한)
영풍(泠豊, ? ~ ?)은 전한 후기의 유학자로, 자는 차군(次君)이며 회양군 사람이다.

## 생애
임공과 함께 안안락을 사사하였고, 치천상을 지냈다. 제자로 마궁·좌함을 두었다.

## 출전
- 반고, 《한서》 권88 유림전